# Marie-Jeanne-Constance de Voyer d'Argenson
Marie-Jeanne-Constance de Voyer de Paulmy d'Argenson, communément appelée marquise de Voyer, est une femme du monde et femme de lettres connue de la société de la fin du XVIIIe siècle. 
Née à Assigny (Normandie) en 1734 et morte à Paris en 1783, elle fut membre de l'Académie des Arcades, société de lettrés. Épistolière de talent, elle exerçait également sa plume à composer des aphorismes dans le style de ceux de madame de Lambert, un de ses modèles. Dans les années 1770, toujours fidèle aux lettres, son intérêt se déplace vers les sciences, et particulièrement vers l’anatomie. Elle suit des cours de chimie, touche à la médecine, et assiste à des démonstrations, notamment à des dissections qui la passionnent.
La vaste correspondance qu’elle a entretenue avec son époux, le marquis Marc-René de Voyer d’Argenson, témoigne de l’autonomie intellectuelle grandissante acquise par les femmes dans la seconde moitié du XVIIIe siècle, mais aussi de la construction d'une intimité conjugale fondée sur un partage de savoirs ainsi que sur les idées progressistes qui animent les élites dans les vingt ans qui précèdent la Révolution française.

## Biographie

### Une ascendance prestigieuse, les Colbert et les Arnauld de Pomponne

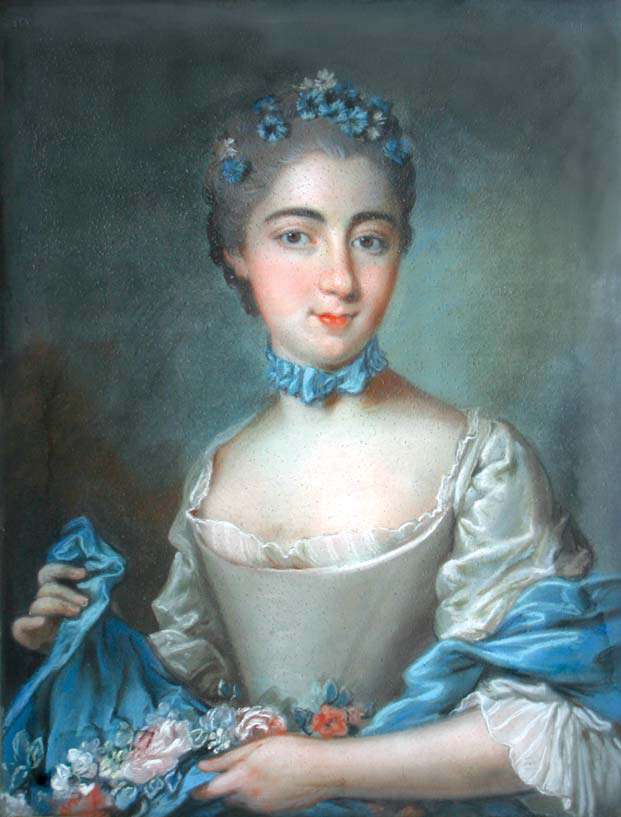
Marie-Jeanne-Constance de Voyer d'Argenson, dite marquise de Voyer

Née de Mailly d’Haucourt, le 12 décembre 1734, Marie Jeanne Constance est l’unique fille vivante du premier mariage du comte Joseph-Augustin de Mailly d’Haucourt (1708-1794), héritier de l'une des plus anciennes familles de la noblesse picarde. Sa mère, Constance Colbert de Torcy (1710-1734), était la petite-nièce du grand Colbert par son père, Jean-Baptiste Colbert de Torcy (secrétaire d'État aux Affaires étrangères) et petite-fille du ministre Simon Arnauld de Pomponne par sa mère, Catherine Félicité Arnauld de Pomponne. La future marquise de Voyer est donc le fruit d’une illustre ascendance au service des rois de France.

### L'alliance de cour des Mailly et des d’Argenson

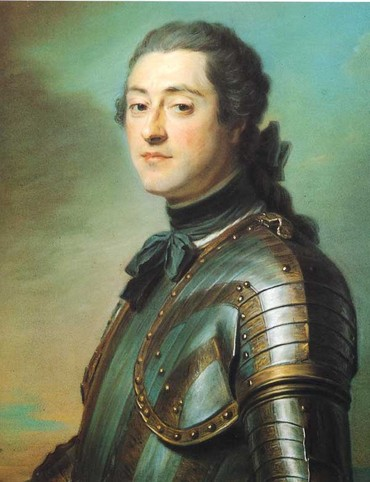
Marc René d'Argenson (1722-1782), par Maurice Quentin de La Tour.

C’est sur cette base qu’elle rejoint la famille d’Argenson par son mariage en 1747 avec Marc-René de Voyer d’Argenson (1722-1782), fils du célèbre Marc Pierre de Voyer de Paulmy, comte d’Argenson, secrétaire d’État de la Guerre sous le règne de Louis XV. Elle adopte alors le titre de courtoisie que son époux, dit marquis de Voyer, avait adopté afin de se distinguer des membres de sa famille au pouvoir (notamment de la branche aîné de la famille d'Argenson, de son oncle René Louis de Voyer de Paulmy d'Argenson, le marquis d’Argenson, secrétaire d’État aux affaires étrangères et écrivain, et son cousin, Antoine René de Voyer de Paulmy d'Argenson, dit marquis de Paulmy, grand maître de l’artillerie, fondateur de la bibliothèque de l’Arsenal).
Ce rapprochement entre les Voyer d’Argenson et les Mailly d’Haucourt est, avant tout, une alliance de pouvoir entre deux familles. Les d’Argenson possèdent la puissance que leur confèrent les hautes fonctions qu’ils occupent à la tête de l’État, tandis que les Mailly, très bien en cour (notamment grâce à leurs cousines de Mailly-Nesle, maîtresses du roi), entretiennent le prestige guerrier, fleuron de la noblesse d’épée que le comte d'Argenson souhaite voir perpétuer dans sa branche. Les deux familles, proches du pouvoir, appartiennent, en outre, aux mêmes cercles, comme le souligne l’historien Bernard Hours :
« À partir de la fin 1751, existait effectivement à la cour un réseau lié au secrétaire d’État à la Guerre : le marquis de Voyer, son propre fils, directeur général des haras, qui avait épousé une fille du comte de Mailly d’Haucourt ; le marquis de Paulmy, son neveu pour qui il obtint la survivance de son secrétariat ; le comte de Maillebois, inspecteur général des fortifications et beau-frère de Paulmy, gendre du marquis d’Argenson. Cette « coterie » ne pouvait faire illusion : destinée à assurer les positions de la famille, elle apparaissait aussi comme un dispositif permettant de mieux contrôler l’administration militaire. »
Mailly et d’Argenson subissent, successivement, les revers de leurs brillantes carrières. Le comte de Mailly est envoyé en Languedoc- Roussillon, loin du centre de pouvoir que sont Versailles et Paris, puis quelques années plus tard, c'est au tour du comte d’Argenson d'être exilé en son château des Ormes où sa belle-fille lui est d’un grand soutien d’après ce que relatent les mémoires de Marmontel. En visite aux Ormes, l’écrivain se promène avec le comte dans les jardins du château et admire la statue de Louis XV qui y siégeait. Les larmes viennent au comte, nostalgique de son service auprès du roi, rompu par l’exil cruel qui le frappe. Le mémorialiste décrit ainsi la scène :
« Le soir pendant que l’on soupait nous restions seuls dans le salon. Ce salon était tapissé de tableaux qui représentaient les batailles où le roi s’était trouvé en personne avec lui. Il me montrait l’endroit où ils étaient placés durant l’action ; il me répétait ce que le roi lui avait dit ; il n’en avait pas oublié une parole. « Ici, me dit-il en parlant de l’une de ces batailles, je fus deux heures à croire que mon fils était mort. Le roi eut la bonté de paraître sensible à ma douleur. Combien il est changé ! Rien de moi ne le touche plus. ». Ces idées le poursuivaient, et pour peu qu’il fût livré à lui-même il tombait comme abîmé dans la douleur. Alors sa belle-fille Mme de Voyer allait bien vite s’asseoir auprès de lui, le pressait dans ses bras, le caressait ; et lui comme un enfant, laissant tomber sa tête sur le sein ou sur les genoux de sa consolatrice, les baignait de ses larmes et ne s’en cachait point. »
Très proche de son beau-père, la marquise de Voyer fait le choix de rester près de lui durant son exil, si bien que son mari n’arrive pas à la convaincre de rejoindre Paris où elle se montrera, relativement à ses attentes, d’une grande utilité pour les affaires qui le concerne, lui et l’avenir de la famille. En effet, sa correspondance conjugale révèle, entre autres, qu’elle s’investit amplement dans les plans de carrière de son époux.
Le mariage avec le marquis de Voyer aussi convenu soit-il, n'en fut pas moins un mariage d'amour. En 1757, le marquis de Voyer déclare à son père : « Quoique je sache, peut-être en observant moins la forme qu'une autre, rendre léger le joug du mariage, je l'aime, et l'aime de tout mon cœur ! » Il déclare également à son ami, le ministre Choiseul en 1763 : « J'aime ma femme de préférence à tous les plaisirs, elle est ma ressource la plus chère et mon plus grand tourment sans doute est de sentir qu'en m'épousant elle a fait le plus mauvais mariage du monde ! »
Si les époux vivent séparés une grande partie de l'année, l'affection qu'ils se portent et le soutien qu'ils se témoignent transparaît dans la vaste correspondance qu'ils entretiennent. Il n'est par rare de trouver des marques de la constance de ce lien sous la plume de la marquise de Voyer qui écrit à « son cher enfant » en 1766 : « Ah mon dieu, M. de voyer, que je suis heureuse de vous aimer comme je vous aime, et de l'être de vous, vous êtes mon secours et ma consolation, mon imagination se jette dans vos bras pour me donner du courage et recevoir le dédommagement de tout ce qui me parait malheureux, je viens de l'éprouver, j'ai regretté de ne pas vous avoir près de moi (...) ». 
On comprend, dans ces conditions, que le marquis de Voyer ait particulièrement soigné le décor des appartements de son épouse au château d'Asnières, tout d'abord, où elle disposait, de 1752 à 1760, d'un superbe appartement au premier étage de l'aile sur cour avec chambre de parade, œuvre de l'architecte du roi Jacques Hardouin-Mansart de Sagonne, des peintres décorateurs Brunetti et de l'ornemaniste rocaille Nicolas Pineau. 
À Paris, Voyer fit redécorer en 1767-1770 la chambre de la marquise au rez-de-chaussée de l'hôtel d'Argenson, dit aussi chancellerie d'Orléans, qui donnait sur le jardin du Palais-Royal, par l'architecte du roi Charles De Wailly, le sculpteur du roi Augustin Pajou et le peintre du roi Louis-Jacques Durameau, opération réalisée dans le cadre de la remise au goût général de l'hôtel entre 1764 et 1772. Tout aussi somptueux était son appartement au rez-de-chaussée du nouveau logis du château des Ormes, conçu par De Wailly dans les années 1770 sur les conseils de son confrère et ami, l'architecte théoricien Julien-David Leroy.
Le couple s'était séparé de corps en mai 1760 non pour des raisons sentimentales, mais parce que le marquis de Voyer souhaitait protéger le douaire de son épouse de ses difficultés personnelles. Il lui restitua ainsi, non seulement les biens en nature de sa dot mais aussi ceux acquis durant le mariage. Il lui versa même une indemnité de plus de 111 000 livres. Cette séparation de biens ne fut pas sans poser problème pour la vente du château d'Asnières.  

### Descendance
Les Voyer suivent les progrès de leur temps, en termes d’idées mais aussi concernant les avancées de la médecine, comme l’atteste cette lettre que Voltaire adresse à un inconnu, saluant l’inoculation du couple Voyer :
« Mon âge et mes infirmités, monsieur, ne me permettent pas de répondre régulièrement aux lettres dont on m’honore. Je savais, il y a longtemps, l’heureux accouchement de Mme de Voyer. J’ai été attaché toute ma vie à MM. d’Argenson. M. et Mme de Voyer étaient faits pour braver des préjugés aussi ridicules que funestes ; et tous nos jeunes conseillers du parlement, qui n’ont point eu la petite vérole, seraient beaucoup plus sages de se faire inoculer que de rendre des arrêts contre l’inoculation. Si vous voyez M. et Mme de Voyer, je vous prie, monsieur, de leur présenter mes hommages, et d’agréer les sentiments avec lesquels j’ai l’honneur d’être, , etc.
Voltaire, gentilhomme ordinaire du roi. »
La marquise de Voyer, inoculée dans les années 1760 fait inoculer tous ses enfants et laisse pour descendance :
- Marie-Marc-Aline de Voyer d’Argenson (14 juillet 1764- 12 janvier 1812), épouse Paul-Hippolyte, comte de Murat ;
- Marie-Joséphine-Constance de Voyer d’Argenson (1765-14 février 1784), épouse en 1780 Jean Frédéric Chabannes, marquis de Curton ;
- Pauline-Renée de Voyer d’Argenson (15 mai 1767- 6 juin 1791), épouse en 1784 Guy-Marie de Montmorency, marquis de Laval ;
- Marc-René-Marie de Voyer d’Argenson (19 septembre 1771-1er août 1842), comte puis baron d’Empire, épouse en 1795 Sophie de Rosen-Kleinroop (Paris, 10 mars 1764 - Paris, 31 octobre 1828) veuve de Charles Louis Victor, prince de Broglie (1756-1794).

Pauline, la dernière fille du couple, naît en 1767. Le portrait de Mme de Voyer avec ses trois filles, aurait été réalisé vers 1770, et pourrait être attribué à Anna Dorothea Therbusch, selon une lettre d'Henri-Camille Colmont de Vaugrenant au marquis de Voyer, datée du 28 mars 1770 : « Il faudrait, dis-je, que vous écrivissiez à Mme Th[erbus]ch une lettre très vive, très pressante […], afin d’engager ladite dame à venir passer trois mois aux Ormes, pour y faire un grand tableau de famille, de grandeur naturelle […] ».

## Inscription des femmes dans l'histoire des idées auXVIIIesiècle

### L’épistolière
La marquise de Voyer nous est connue par l’importante correspondance conjugale qu’elle a laissée. Écrite durant la deuxième moitié du XVIIIe siècle, seule la période entre 1760 et 1782 a été retrouvée dans sa quasi-intégralité. Ses lettres sont précieuses pour l’histoire des idées, des mœurs et des représentations. Cet ensemble renseigne sur le quotidien trépidant de cette femme du monde et sur le rôle actif qu'elle prit dans les affaires de son mari, retraçant un destin de femme au sein de la célèbre famille d’Argenson. Sous sa plume, les événements historiques prennent une autre épaisseur : les réticences d’une partie de la noblesse envers Mesdames de Pompadour et du Barry, l’agonie de Louis XV, l’avènement du nouveau couple royal et l’espérance fugace qu’il suscite. Son regard se porte également sur les progrès scientifiques et médicaux, les parutions littéraires, les différentes manifestations des arts et des spectacles, enfin, sur les tentatives ratées de réforme des institutions et la période prérévolutionnaire qu’elle analyse avec perspicacité et toujours avec l'élégance qui la caractérise.

### L’activité littéraire
Si l’état actuel des recherches menées n’autorise pas à qualifier la marquise de Voyer d'auteur (aucun écrit, hormis sa correspondance n’a pu, à ce jour, être authentifié de sa main), il est néanmoins probable qu’elle ait eu une activité littéraire qui se fera jour à l'avenir. Son appartenance à l’Académie des Arcades ou d’Arcadie (société de lettrés fondée en Italie à la fin du XVIIe siècle et active en France au XVIIIe), va dans ce sens. Certaines de ses lettres, véritablement lyriques, sont de véritables pièces esthétiques où la marquise de Voyer aime à se mettre en valeur par la finesse de son style et de son esprit d'à-propos, un esprit qu’elle trouve à développer dans la société de son temps, avec les amis dont son époux et elle s’entourent.

### Cercles et réseaux
On distingue différents cercles autour de la marquise de Voyer. Les cercles parisiens d’une part et les cercles provinciaux.
L’expression de « bonne » ou de « charmante compagnie », que l’épistolière utilise pour désigner cette réunion d’amis est communément employée à l’époque pour désigner un cercle accoutumé à se réunir dans l’intimité. À Paris, la marquise de Voyer entretien des relations avec Mme de Boufflers et s’inscrit dans la société du prince de Conti. Le couple est également proche du cercle du ministre Choiseul, notamment par les fonctions militaires que le marquis de Voyer occupe. Il est également question, dans leur correspondance, de madame de Gramont (sœur de Choiseul) très active dans l’entourage de son frère. La marquise de Voyer reçoit, en outre, en son hôtel particulier  du Palais-Royal : Ms. de Genlis, Clonard, Gayot, le baron de Talleyrand (son cousin), Ms. de Crémilles et de Brassac, Mme de Sérans et « la belle » Caze (citée par Mme de Genlis). De multiples liens relient également les Voyer au duc de Chartres.
Les membres de cette communauté cultivent des liens étroits qui ne se cantonnent pas aux simples liens de mondanité. La « bonne compagnie des Ormes » dont il est question dans ses lettres est notamment composée de personnes au statut plus particulier que l’on pourrait qualifier d’amis de la famille : Mmes de La Porte-Caumartin (cousine du marquis de Voyer), de Lenoncourt, de Melfort ainsi que M. et Mme de Coigny.
La « brillante compagnie », quant à elle désigne les hommes de science, les philosophes et gentilshommes cultivés qui gravitent dans l’entourage du couple et fréquentent régulièrement le château des Ormes, leur résidence de province dans la Vienne. Les Voyer recherchent la présence et les conseils de cette « faculté des ormes » qui alimente les conversations philosophiques et politiques. Elle se compose, entre autres, du philosophe Dom Deschamps, de l’abbé Yvon, encyclopédiste, de Sénac de Meilhan, mais aussi du comte du Luc, du marquis de La Vaupalière, du comte de Colmont, du marquis de Montazet, du comte de Valogny, du baron d’Arcy, de Ms. de Montalembert et de Redmond, des comtes de Valbelle et d’Hautefort et de lord Shelburne, qui se réunissent autour de ce couple singulier.

## La marquise de Voyer vue par ses contemporains
La marquise de Voyer était connue dans la société parisienne de la fin du XVIIIe siècle. Sa présence était même recherchée si l’on en croit ce passage extrait de sa correspondance, lors des courses de chevaux à Vincennes :
« J’ai eu infiniment de considération en demandant et mangeant beaucoup de petits gâteaux, et étant agacée par les courtisans et courtisanes de la cour, dont les uns venaient me voir et les autres me criaient de venir parmi elles. Je vous ai regretté à ce spectacle, qui vous amuse, et je suis au désespoir qu’il soit interrompu, car il me divertissait infiniment. »
Le duc de Luynes trace un portrait peu valorisant de la jeune marquise de Voyer, mariée depuis peu à Marc-René de Voyer d’Argenson et présentée à la cour le samedi 19 avril 1749 à Versailles. Il la nomme « le Voyer » et écrit :
« Mme d’Argenson présente sa belle fille, Mme le Voyer (Mailly) ; elle est venue ce soir voir Mme de Luynes, et s’y est trouvée dans le moment que la Reine venoit pour souper. L’usage en pareil cas est de faire semblant de se cacher ; mais la Reine à la bonté de voir celle qui lui donne cette marque de respect. Mme le Voyer est extrêmement petite ; elle a le nez trop long, et ressemble beaucoup à M. de Mailly son père. »
La cousine de la future marquise de Voyer, Louise-Julie de Mailly-Nesle, ancienne favorite du roi, fait d'elle sa protégée lorsque la petite Mailly entre au couvent de la Madeleine de Traisnel, (dans lequel la marquise de Voyer est placée avant son mariage). La prieure de cet établissement convient, quant à elle, en 1745 que la future marquise de Voyer « a de l’esprit » et qu' « elle n’est pas exempte de la légèreté de notre siècle », des armes que la marquise de Voyer saura déployer tout au long de sa vie pour séduire son entourage. La duchesse d’Orléans, qui résidait dans un appartement à la Madeleine de Traisnel, rencontre également la jeune personne. Dans une lettre adressée au comte d’Argenson en 1745, elle lui écrit tout le bien qu’elle en a pensé :
« J’ai vu plusieurs fois mademoiselle de Mailly depuis qu’elle est dans cette maison, elle a de beaux yeux, de belles dents, la taille jolie et beaucoup de physionomie qui ne me paraît pas trompeuse, elle dit fort agréablement et fort plaisamment ce qu’elle dit, elle donne aussi des preuves d’avoir le cœur bon ce qui me plaît extrêmement. »

La dimension morale prend le dessus sur une description physique volontairement évasive que Madame de Genlis choisit de souligner avec le tranchant qu’on lui connait. Si elle discute la sincérité des attitudes de société en prenant la marquise de Voyer comme appui à sa démonstration, si elle critique la propension de son modèle à la moquerie, elle salue néanmoins chez elle l’empire qu’elle a sur elle-même, la maîtrise des codes qu’elle possède et le détachement dont elle fait preuve vis-à-vis de cette « figure étrange » déjà notée par le duc de Luynes :

« On ne se fâche point, on ne se formalise point, on ne se moque point chez soi ; on n’y montre ni humeur, ni dédain, ni sécheresse : voilà des maximes qui sont généralement suivies. Madame de V*** est une preuve frappante de cette vérité : avec beaucoup d’esprit, elle est la personne du monde la plus moqueuse, la plus capricieuse et la plus dénigrante avec les gens qui ne lui plaisent pas. Rien de tout cela ne s’aperçoit chez elle ; qui ne la verroit que là, seroit persuadé qu’elle est d’une politesse aimable et constante, d’une parfaite égalité d’humeur, et qu’elle est remplie de bonhomie. Il faut pourtant se faire une extrême violence pour savoir se composer ainsi. Nous avons tous assez de force pour nous vaincre, quand nous croyons véritablement que cet effort est nécessaire. Ce propos vulgaire, cela est plus fort que moi, est une plate et mauvaise excuse.
Avec tous ces défauts et une figure étrange, madame de V*** a, dit-on, inspiré de grandes passions, et en inspire encore, à ce qu’on assure, quoiqu’elle ait près de cinquante ans. Elle a les plus jolis pieds (chaussés), et les plus jolies mains de Paris ; d’ailleurs elle est fort laide ; elle a le plus grand nez connu de la ville et de la cour ; elle fait elle-même sur cette espèce de difformité des plaisanteries qui ont beaucoup de grâce ; elle prétend que son nez, exactement mesuré, est plus long que sa pantoufle, et ce fait singulier ne paroit à personne une exagération.
 
La belle madame Cases, qui n’a pas de quoi comprendre que l’esprit puisse dédommager du manque de beauté, ne regarde jamais madame de Voyer, son amie, sans éprouver une pitié déchirante ; et pour la consoler de ce malheur, elle lui parloit sans cesse de ses mains et de ses pieds. Ces éloges, continuellement répétés, ont fini par excéder madame de Voyer, qui, pour s’en délivrer, pria secrètement le président de Périgni de lui faire un jour une scène sur son nez, quand madame Cases recommenceroit ses louanges accoutumées. En effet, à la première occasion, et devant huit ou dix personnes qui n’étoient point dans cette confidence, Périgni coupa la parole à madame Cases, qui se récrioit sur la délicatesse et la blancheur des mains de madame de Voyer : « Pour moi, dit-il, ce n’est point du tout là ce qui me charme dans madame de Voyer, je ne puis souffrir ses mains et ses petits pieds si vantés ; ce que j’aime le mieux en elle, c’est son nez. ». A cette incartade, tout le monde s’étonna, et madame Cases frémit : « Oui, continua le président, son nez ; il est de si bonne amitié, si prévenant ; il me fait toujours des avances, tandis que ses mains et ses pieds me repoussent. »
Périgny, ainsi que cette Madame Cases, dite « la belle Caze » dans la correspondance de la marquise de Voyer, appartenaient eux aussi aux cercles fréquentés par le couple Voyer. On peut supposer que Mme de Genlis ait rencontré la marquise de Voyer car M. de Genlis (époux de la célèbre gouvernante des enfants de la maison d’Orléans) était de son entourage. Il n’est cependant pas fait mention de Madame de Genlis dans la correspondance de la marquise de Voyer. Les deux femmes ne s'appréciaient peut-être pas, comme le laisse à penser ce portrait à charge qui présente néanmoins Madame de Voyer comme une femme de caractère, consciente de son devoir et de sa place dans la société. Si le trait que trace Mme de Genlis reste caustique, elle attribue tout de même à la marquise de Voyer humour, intelligence et hauteur de sentiments qui la rendent intéressante et attachante ainsi que sa correspondance conjugale la révèle.
Marie Jeanne Constance de Voyer d'Argenson meurt le 15 septembre 1783 à Paris, un an presque jour pour jour après son mari, mort le 16 septembre 1782. D’après son testament et son acte de décès, ses funérailles furent célébrées, le 17 du mois, en l’église Saint-Eustache, sa paroisse. Son corps fut ensuite transporté en la chapelle sépulcrale des Voyer d'Argenson, établie par Marc-René I, au début du siècle, sous la vocable de Saint-Marc, reposant ainsi près du cœur de son époux, chapelle dont les sépultures ont disparu sous la Révolution. 

### Sur la marquise de Voyer

#### Mémoires
- René d'Argenson, L'Égérie d'un constituant, Madame de Montmorency-Laval sa famille et ses amis (1767-1791), d’après des documents inédits, 2 tomes, Paris, Albert Messein, 1931.
- Stéphanie-Félicité Du Crest, comtesse de Genlis, Mémoires inédits de Madame la comtesse de Genlis, sur le dix-huitième siècle et la Révolution Françoise, depuis 1756 jusqu’à nos jours, t. 9, Paris, Ladvocat, 1825.
- Friedrich Melchior, baron de Grimm, Denis Diderot et al., Correspondance littéraire, philosophique et critique par Grimm, Diderot, Raynal, Meister, etc., revue sur les textes originaux,comprenant, outre ce qui a été publié à diverses époques, les fragments supprimés en 1813 par la censure, les parties inédites conservées à la bibliothèque ducale de Gotha et à l'Arsenal de Paris, éd. Maurice Tourneux (1877-1882), Nendel/Liechtenstein, Klaus reprint, 1968, Fac-sim de l’édition de Paris, Garnier frère, 1877.
- Duc de Luynes, Mémoires du Duc de Luynes sur la cour de Louis XV (1735-1758), t.9 : 1748-1749, Paris, Firmin Didot frères, 1862.
- Jean-François Marmontel, Mémoires, éd. Jean-Pierre Guicciardi et Gilles Thierrat, Paris, Le Temps retrouvé, Mercure de France, 1999.

#### Études
- Sophie Delhaume (éd.), Les Voyer d'Argenson, correspondance conjugale (1760-1782). Une intimité aristocratique à la veille de la Révolution, collection Bibliothèque des Correspondances, édition établie, annotée et présentée par, préface d'Arlette Farge, Bibliothèque des correspondances no 102, 2 vol., 1190 p., Honoré Champion, 2019.  (ISBN 9782745349545).
- Sophie Delhaume (dir.), La philosophie à demeure, Les Ormes-Paris, XVIIIe – XIXe siècles, Journée d’histoire du château des Ormes, annales 2015, éditions Narratif, Châtellerault, 2016.
- Sophie Delhaume, Correspondance de la marquise de Voyer d’Argenson avec son époux, une femme et sa plume au XVIIIe siècle, texte établi, présenté et annoté, suivi de documents annexes et d’une analyse portant sur la question des représentations en épistolaire, thèse de doctorat, 2010.
- Sophie Delhaume, « Dans l’intimité d’une aristocrate : le cas de Constance de Voyer d’Argenson (1734-1783), entre histoire et littérature », in : Colloque Archive épistolaire et Histoire, Centre culturel international de Cerisy-la-Salle, Mireille Bossis et Lucia Bergamasco (dir.), Connaissances et savoirs, Paris, 2007, p. 231–242.
- Sophie Delhaume, « La correspondance de Constance de Voyer d’Argenson (1734-1783) : une femme et sa plume au XVIIIe siècle », in : Épistolaire, revue de l’A.I.R.E. no 32, Honoré Champion, Paris, 2007, p. 257–267.
- Sophie Delhaume, « Les archives de la famille de Voyer d’Argenson, un patrimoine historique dans notre région », in : Le Picton, histoire, patrimoine, tourisme en Poitou-Charentes, no 176, 2006, p. 10–16.

### Sur le marquis de Voyer

#### Mémoires
- Mémoire du prince de Talleyrand, 1809-1815, en 5 volumes publiés avec une préface et des notes, par le duc de Broglie, C. Lévy, Paris, 1891-1892, p. 150–155
- Friedrich Melchior, baron de Grimm, Denis Diderot et al., Correspondance littéraire, philosophique et critique par Grimm, Diderot, Raynal, Meister, , etc., revue sur les textes originaux,comprenant, outre ce qui a été publié à diverses époques, les fragments supprimés en 1813 par la censure, les parties inédites conservées à la bibliothèque ducale de Gotha et à l'Arsenal de Paris, éd. Maurice Tourneux (1877-1882), Nendel/Liechtenstein, Klaus reprint, 1968, Fac-sim de l’édition de Paris, Garnier frère, 1877.
- Marquis de Valfons, Souvenirs, Paris, Le Temps retrouvé, Mercure de France, 2003.

#### Correspondances
- Léger-Marie Deschamps, Correspondance Générale, établie à partir des Archives d’Argenson, avec les Lettres sur l’esprit du siècle, 1769, et, La Voix de la Raison contre la raison du temps, 1770, éd. Bernard Delhaume, Paris, Bibliothèque des correspondances, mémoires et journaux, Honoré Champion, 2006.
- Denis Diderot, Lettres à Sophie Volland, éd. Jean Varloot, Paris, Folio, Gallimard, 1984.

#### Études
- Nicole de Blomac, Voyer d’Argenson et le cheval des Lumières, Paris, Histoire et Sociétés, Belin, 2004.
- Philippe Cachau, Jacques Hardouin-Mansart de Sagonne, dernier des Mansart (1711-1778), thèse d'histoire de l'art, Paris-I, 2004, 3 tomes.
- Philippe Cachau, Les décors de l’hôtel de Voyer d’Argenson, dit Chancellerie d’Orléans (1765-1772). Recherches et analyse des trois pièces sur le jardin du Palais-Royal, étude pour le World Monuments Fund, novembre 2013.
- Philippe Cachau, Le goût de la bâtisse du marquis de Voyer, Annales Journées d’histoire 2013, Château des Ormes, Châtellerault, 2014, p. 21-58.
- Philippe Cachau, Le mécénat du marquis de Voyer au château et aux haras d'Asnières-sur-Seine : enjeux politiques et culturels (1750-1755), Bulletin de la Société de l'Histoire de l'Art français, 2013 (2014), p. 139-171.
- Philippe Cachau, L'entrepôt général d'Asnières ou les beaux haras oubliés du marquis de Voyer (1752-1755), La Revue des Amis du Cadre noir de Saumur, no 89, 2016, p. 57-60.
- Philippe Cachau, Julien-David Le Roy (1724-1803). Correspondance avec le marquis de Voyer (1765-1772), Journal des Savants, no 1, 2020, p. 211-307.
- Charlotte Guichard, Les amateurs d’art à Paris au XVIIIe siècle, Seyssel, Epoques, Champ Vallon, 2008.
- Anne Leclair, « Un cabinet de tableaux méconnus : les « Rubens » du marquis de Voyer d’Argenson en 1750 », in : Alain Mérot (dir.), Revue de l’art, no 153/2006-3, Paris, Ophrys, 2006.
- Anne Leclair, « Les plafonds peints de l’hôtel d’Argenson : commande d’un amateur parisien (1767-1773) », in : Gazette des beaux-arts, novembre 2002, p. 273-306.

### Sur les Mailly d'Haucourt
- Jean-Yves Duval, Le Prix du sang bleu, Joseph-Augustin de Mailly (1708-1794), Paris, Le Sémaphore, 2000.

### Sur les Voyer d'Argenson

#### Usuels
- Yves Combeau, Le comte d'Argenson (1696-1764), ministre de Louis XV, préface de Michel Antoine, Paris : École nationale des chartes, 1999.
- La Chesnaye-Desbois et Badier, Dictionnaire de la noblesse de la France, 19 vol., Kraus Reprint, 1878 (pages 247-250 consacrées aux d’Argenson).
- Georges Martin, Histoire et généalogie de la maison de Voyer de Paulmy d'Argenson, La Ricamarie, imprimerie Sud-Offset, 1997.

#### Histoire
- Bernard Barbiche, Les Institutions de la monarchie française à l’époque moderne, XVIe – XVIIIe siècle, Paris, col. Premier cycle, PUF, 1999.
- François Bluche, La Noblesse française au XVIIIe siècle, Paris, La vie quotidienne, Hachette, 1995.
- François Cadilhon, « Les Amis des amis : les cercles du pouvoir et de la réussite en France au XVIIIe siècle », in : Revue historique, no 585, Paris, G. Baillière, 1993, p. 115-129.
- Olivier Chaline, La France au XVIIIe siècle, 1715-1787, Paris, Belin sup : histoire, Belin, 1996.
- Guy Chaussinand-Nogaret, Choiseul : 1719-1785 : Naissance de la gauche, Paris, Perrin, 1998.
- Guy Chaussinand-Nogaret, La Noblesse au XVIIIe siècle : de la féodalité aux Lumières, éd. Emmanuel Le Roy Ladurie, Bruxelles, Historiques, éditions Complexe, 2000.
- Monique Cottret, Jansénismes et Lumières. Pour un autre XVIIIe siècle, Paris, Bibliothèque Albin Michel de l’histoire, Albin Michel, 1998.
- François Furet, La Révolution française, Paris, col. Quarto, éditions Gallimard, 2007.
- Bernard Hours, Louis XV et sa cour : le roi, l’étiquette et le courtisan : essai historique, Paris, Le nœud Gordien, P.U.F., 2002.
- Antoine Lilti, Le monde des salons : sociabilité et mondanité à Paris au XVIIIe siècle, Paris, Fayard, 2005.
- Robert Muchembled (dir.), Dictionnaire de l’Ancien Régime, Paris, Armand Collin, 2004.
- Jean-Christian Petitfils, Louis XVI, Paris, Perrin, 2005.
- Bernard Vincent, Louis XVI, Paris, coll. Folio biographie, Gallimard, 2006.

#### Ouvrages généraux
- Élisabeth Badinter, Les Passions intellectuelles, t .I Désirs de gloire : 1735-1751 ; t. II Exigence de dignité : 1751-1762, Paris, Fayard, 2002.
- Michel Delon, Le Savoir vivre libertin, Paris, Hachette, 2000.
- Marc Fumaroli (dir.), L’esprit de société : cercles et « salons » parisiens au XVIIIe siècle, éd. Jacqueline Hellegouarc’h, Paris, Garnier, 2000.
- Elena Pulcini, Amour-passion et amour conjugal : Rousseau et l’origine d’un conflit moderne, Paris, Les dix-huitièmes siècles, Honoré Champion, 1998.